# Nagylapos (przystanek kolejowy)
Nagylapos (węg. Nagylapos megállóhely) – przystanek kolejowy w miejscowości Nagylapos w gminie Gyomaendrőd, w komitacie Békés, na Węgrzech. 
Stacja obsługuje wyłącznie pociągi regionalne. 

## Linie kolejowe
- Linia 120 Budapest – Újszász – Szolnok – Lőkösháza